# Tessy (Software)
Tessy ist ein Werkzeug zum automatisierten Modultest von in C oder C++ geschriebener Software. Tessy ist besonders zum Test von Embedded Software geeignet, da Tessy viele von Cross-Compilern eingesetzte C-Dialekte für Embedded Systeme versteht und die Ausführung der Tests typischerweise auf dem Embedded System erfolgt. Tessy stammt aus dem Software-Forschungslabor der Daimler AG, heute Razorcat, in Berlin. Die Ursprünge reichen bis in die 1990er Jahre zurück.

## Funktionsprinzip der Modultests bei Tessy
Tessy bestimmt automatisch die Schnittstelle der zu testenden C-Funktion (der Unit bzw. dem Modul). Die Schnittstelle besteht im Wesentlichen aus der Menge der Eingabe- und der Menge der Ausgabevariablen dieser Funktion. Tessy generiert automatisch die Software für einen Test-Treiber, der es erlaubt, die zu testende Funktion ohne die anderen C-Funktionen der Applikation aufzurufen. Der Benutzer bestimmt die Testdaten, mit denen die zu prüfende Funktion versorgt werden soll und die erwarteten Ergebnisse. Funktionen, die von der zu prüfenden Funktion aufgerufen werden, können durch Stubs mit einem definierten Verhalten ersetzt werden. Solche Stubs können überprüfen, ob sie ihrerseits mit gültigen Parameter aufgerufen wurden und liefern typischerweise konstante Werte zurück, mit denen die zu testende Funktion arbeiten soll (sogenanntes Mocking). Test-Treiber und zu testende Funktion werden von Tessy übersetzt und gebunden, normalerweise mit dem Cross-Compiler für das betreffende Embedded System. Die Tests werden von Tessy direkt auf dem Embedded System durchgeführt, können aber auch auf einem PC ablaufen. Tatsächliche Testergebnisse werden automatisch mit den erwarteten Ergebnissen verglichen.

## Weitere Eigenschaften
TESSY kann Tests ohne Benutzerinteraktion wiederholen, was für Regressionstests wichtig ist. Zudem ermittelt TESSY die Testabdeckung (Coverage) automatisch.
Testfallspezifikationen werden von TESSY nach der Klassifikationsbaummethode einlesen, denn es ist an das betreffende Werkzeug, den Classification Tree Editor (CTE) angebunden.
TESSY erzeugt die Testdokumentation in verschiedenen Formaten, unter anderem Word, Excel, HTML. Aussehen und Umfang kann der Anwender weitgehend selbst festlegen.
TESSY läuft unter Windows 2000 bis Windows 10.